# Glycosmis puberula
Glycosmis puberula är en vinruteväxtart som beskrevs av John Lindley. Glycosmis puberula ingår i släktet Glycosmis och familjen vinruteväxter.

## Underarter
Arten delas in i följande underarter:
- G. p. eberhardtii
- G. p. subsessilis